# Viðrar vel til loftárása
Viðrar vel til loftárása (del Islandés: Buen tiempo para un ataque aéreo) es una power ballad de la banda islandesa Sigur Rós, de su segundo álbum Ágætis byrjun. Fue lanzada como el lado B del sencillo Svefn-g-englar.

## Video
El videoclip de la canción es uno de los más conocidos de Sigur Rós y también de los más controvertidos. Ambientado en Islandia en la década de los 50's, muestra la historia de dos muchachos de 12 años que se enamoran y durante un partido de fútbol al festejar un gol se besan, siendo separados por el padre de uno de ellos y un sacerdote.